# Bướm khế
Bướm đêm Atlas (Attacus atlas) (còn gọi là bướm khế, vì hay đẻ trứng và phát triển trên cây khế, hoặc bướm bà) là loài bướm đêm thuộc họ Ngài hoàng đế tìm thấy ở rừng nhiệt đới và cận nhiệt đới của Đông Nam Á, và phổ biến ở quần đảo Mã Lai. 
Bướm đêm Atlas được xem là loài bướm đêm lớn nhất trên thế giới Lưu trữ ngày 24 tháng 10 năm 2017 tại Wayback Machine và tổng diện tích bề mặt cánh lên tới khoảng 400 cm2 (62 inch vuông). Sải cánh của chúng cũng thuộc loại lớn nhất, từ 25–30 cm (10–12 in). Con cái lớn và nặng hơn.

Bướm khế là một trong 3 loài bướm có tên trong Sách đỏ Việt Nam (bướm khế, bướm đuôi dài, bướm phượng).

## Hình ảnh

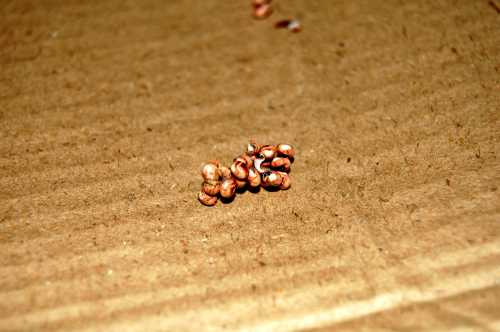
Trứng
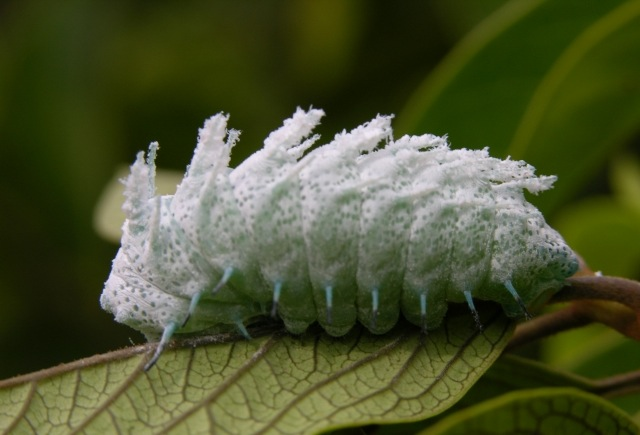
Sâu bướm
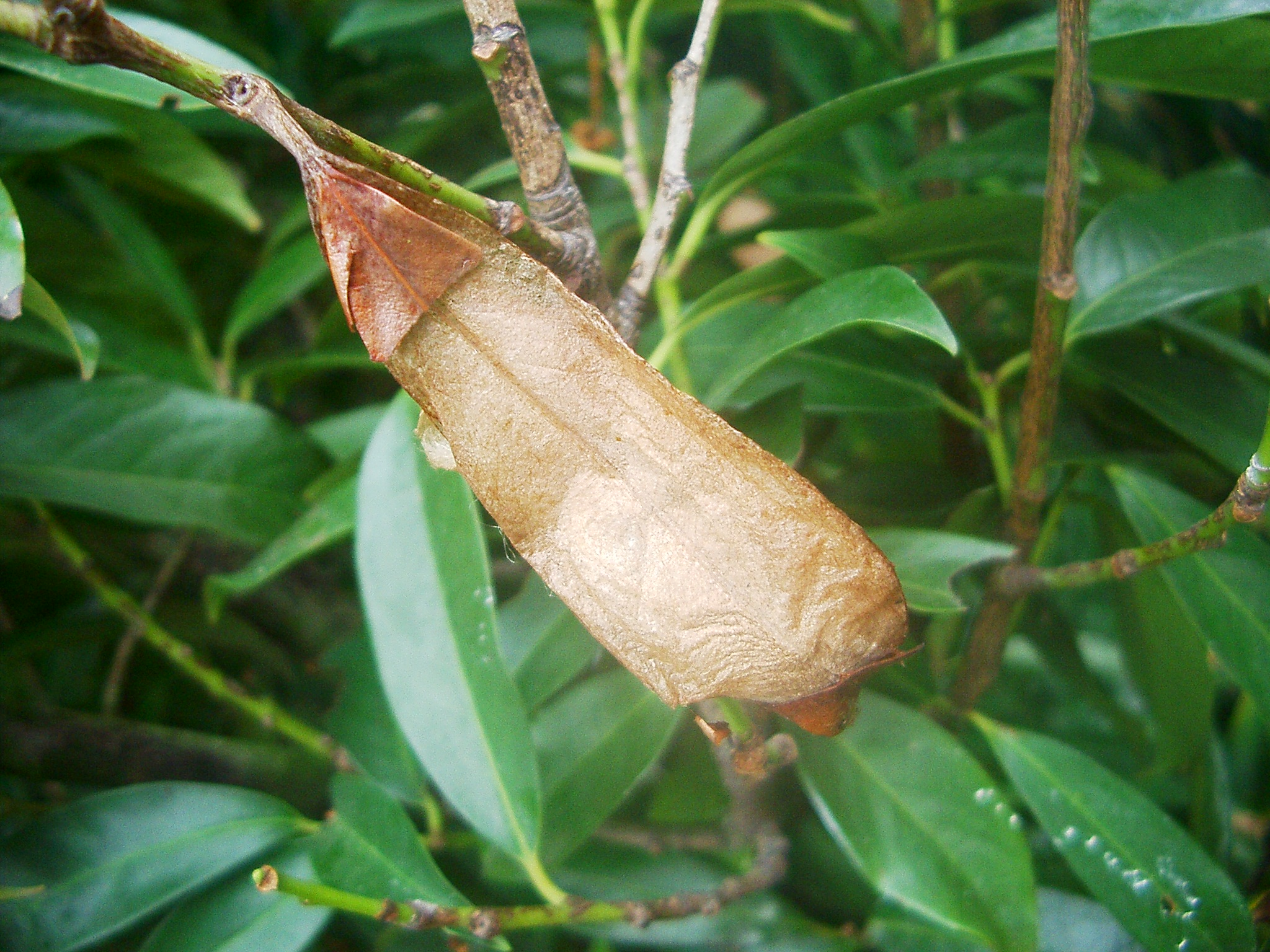
Nhộng
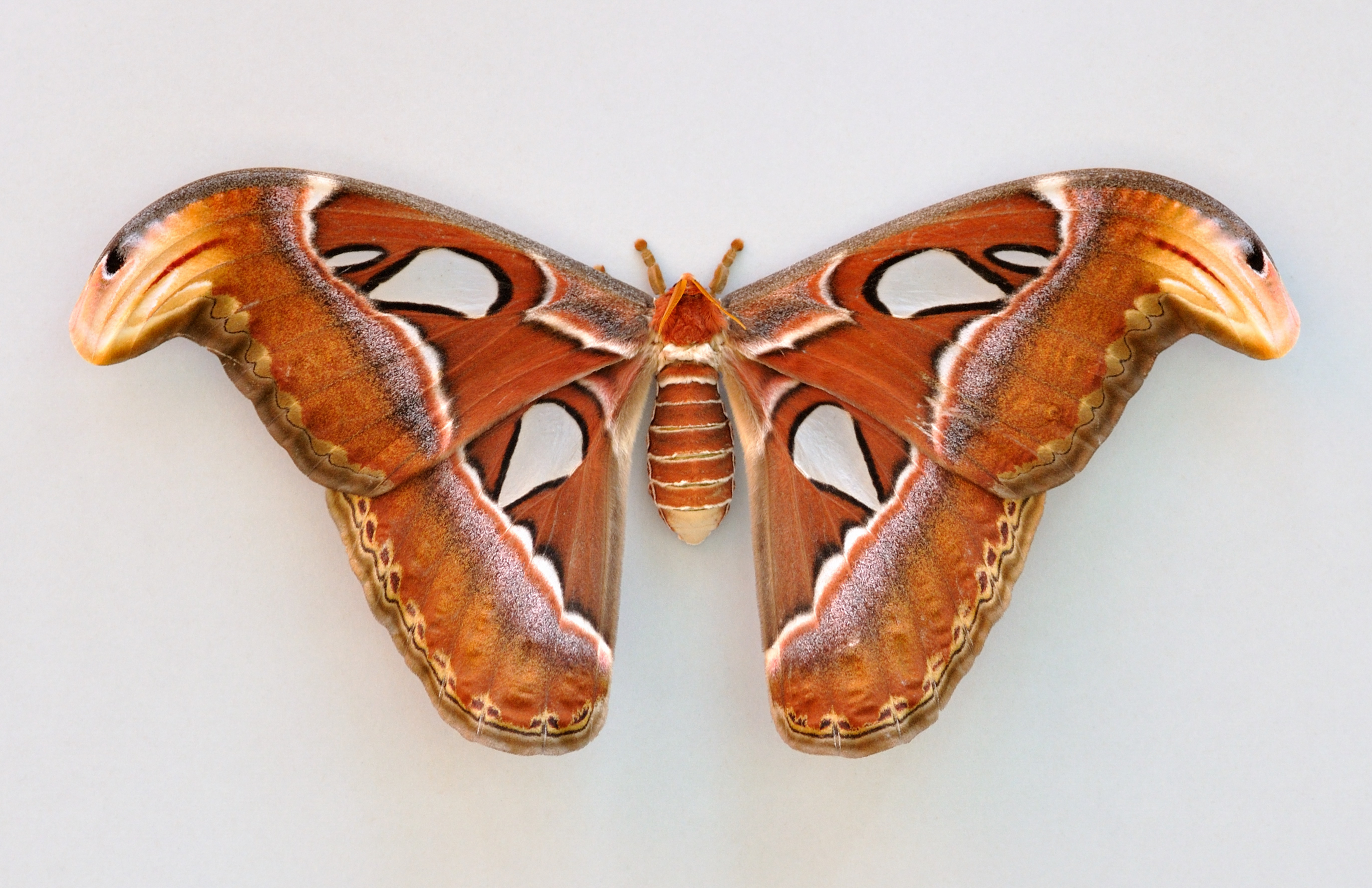
Con cái
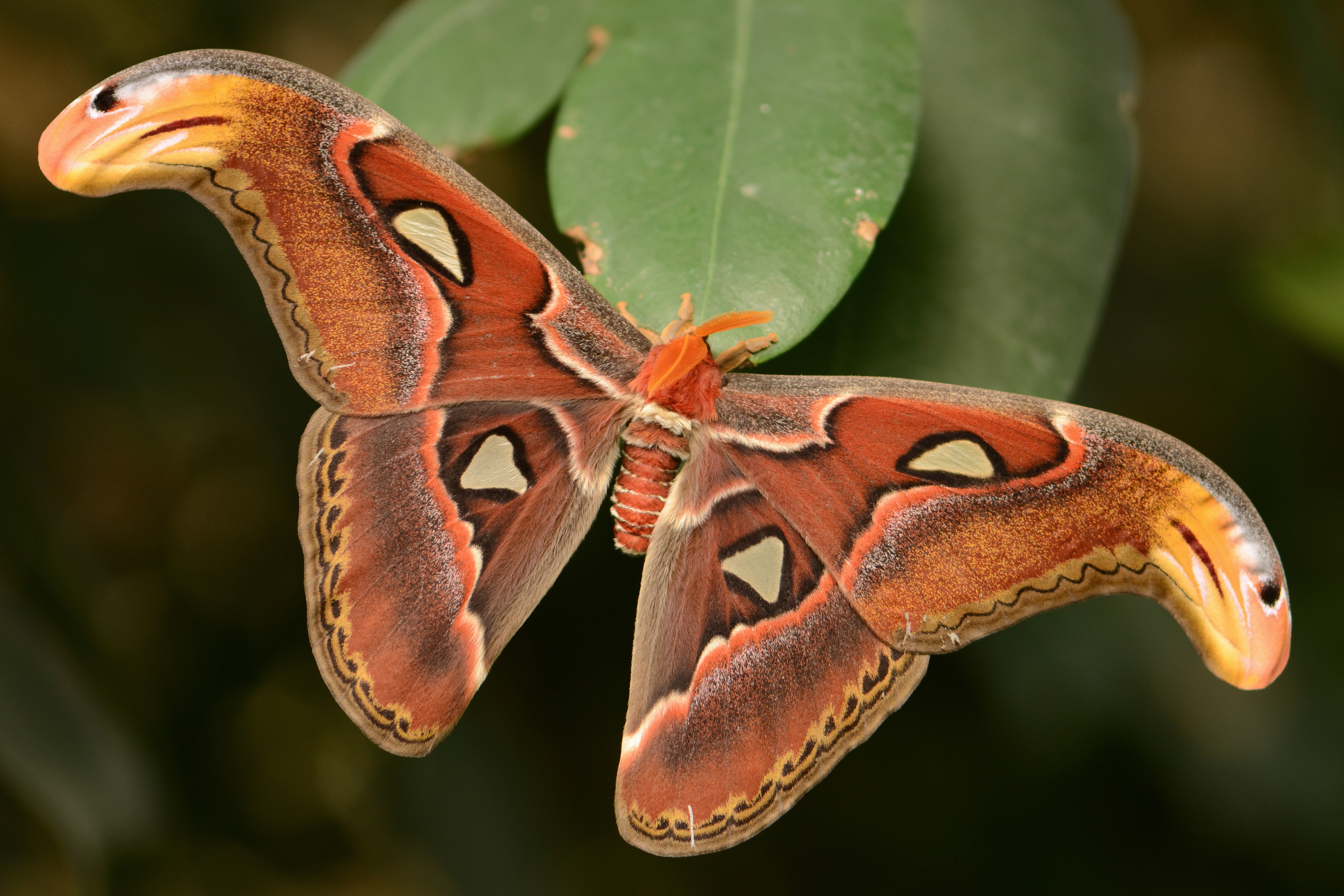
Con đực
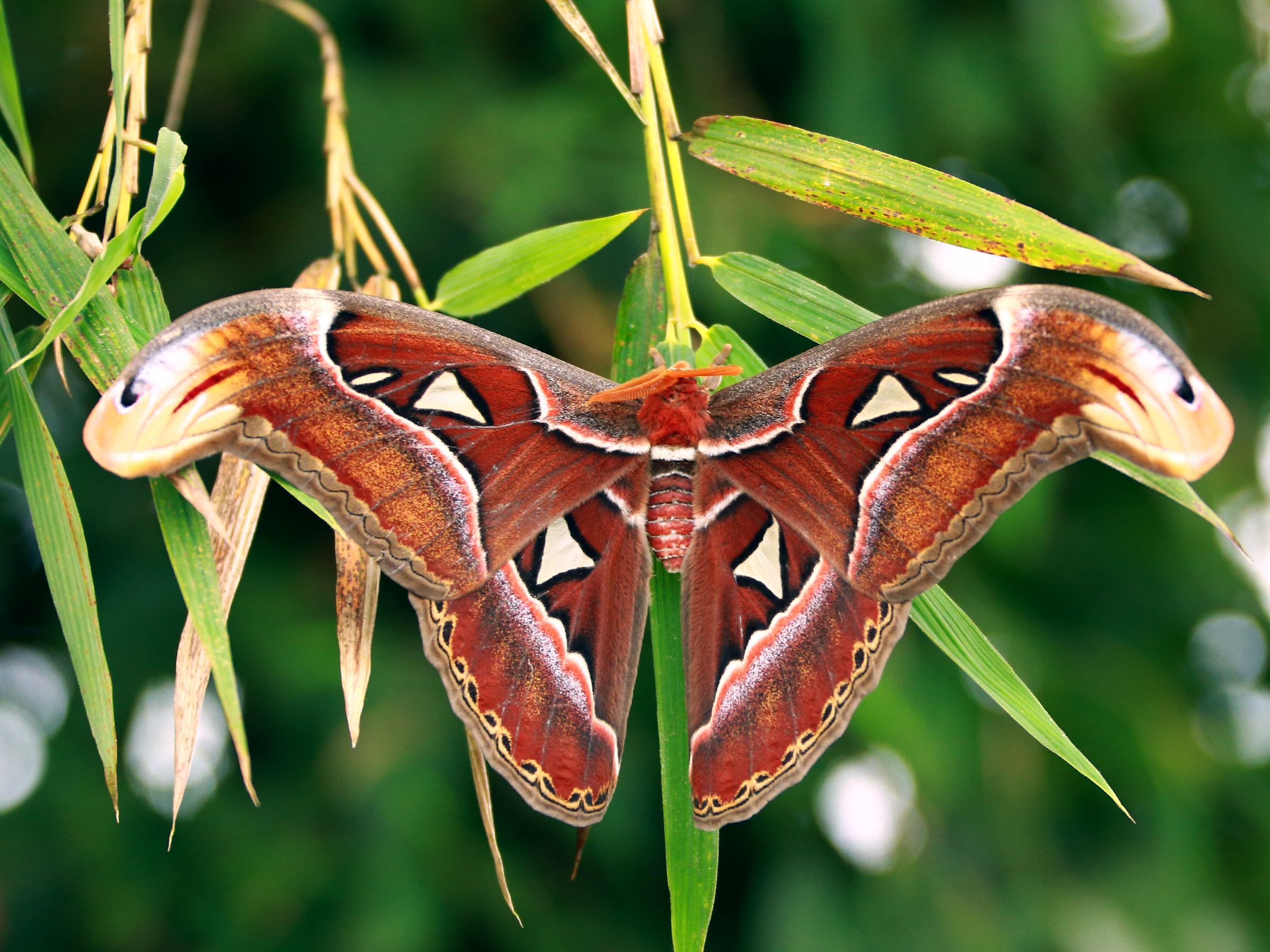
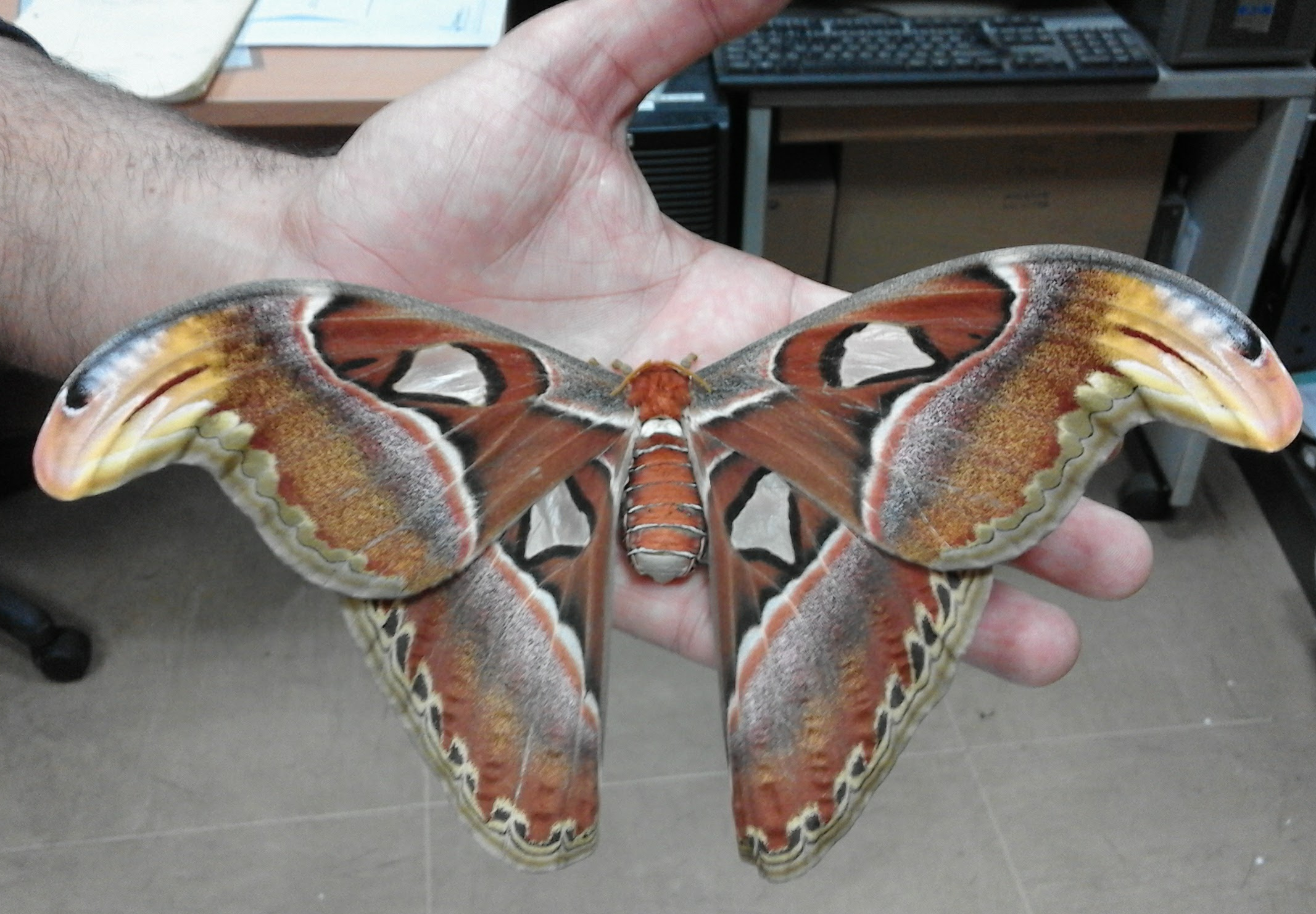
So sánh với bàn tay người
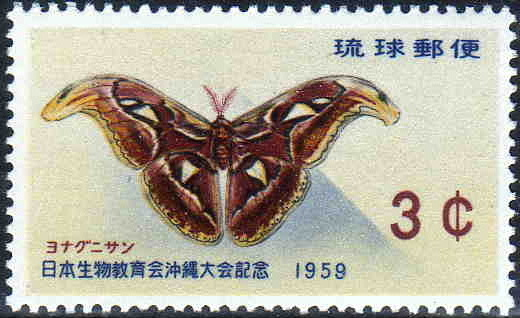
Tem Nhật Bản năm 1959